# Aviñón
Aviñón (en francés: Avignon, en occitano: Avinhon) es una ciudad y comuna francesa, capital del departamento de Vaucluse, en la región de Provenza-Alpes-Costa Azul.

## Toponimia
El topónimo en español de la ciudad es Aviñón. En francés se conoce a la ciudad como  Avignon, mientras que en occitano se usan las formas Avinhon (en norma clásica) y Avignoun (en norma mistralense).

## Geografía

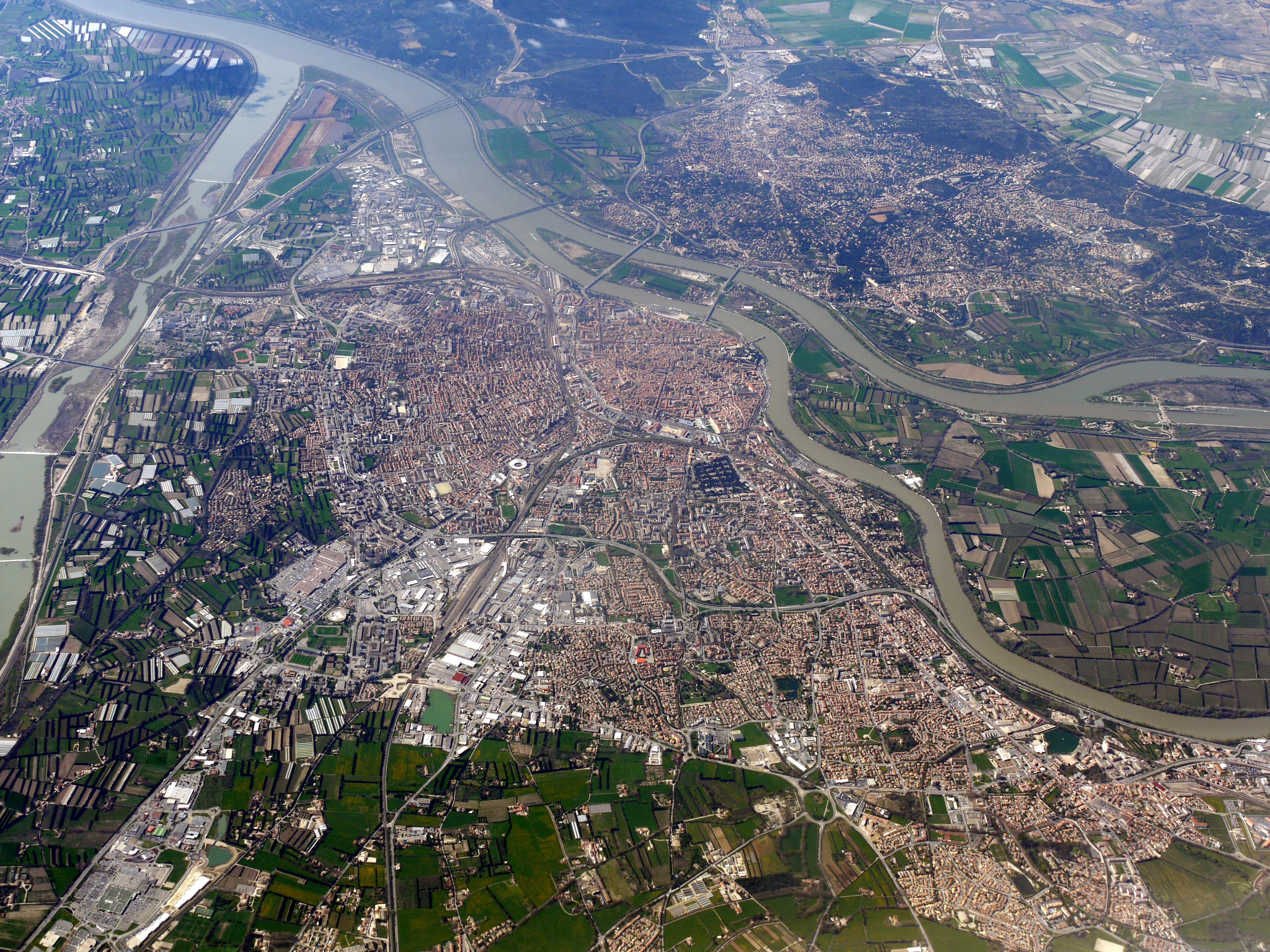
Vista aérea

Está situada en la margen izquierda del río Ródano, en el departamento de Vaucluse, a unos 653 km al sureste de París y 80 km al noroeste de Marsella.

### Clima
Aviñón tiene un clima mediterráneo (Csa en la clasificación climática de Köppen). Los inviernos son frescos, mientras que los veranos son cálidos. Las temperaturas máximas invernales se sitúan entre 10 y 12 °C, mientras que las mínimas se sitúan entre 1 y 3 °C.
| Parámetros climáticos promedio de Aviñón (normales 1981–2010, extremos 1958–presente) | Parámetros climáticos promedio de Aviñón (normales 1981–2010, extremos 1958–presente) | Parámetros climáticos promedio de Aviñón (normales 1981–2010, extremos 1958–presente) | Parámetros climáticos promedio de Aviñón (normales 1981–2010, extremos 1958–presente) | Parámetros climáticos promedio de Aviñón (normales 1981–2010, extremos 1958–presente) | Parámetros climáticos promedio de Aviñón (normales 1981–2010, extremos 1958–presente) | Parámetros climáticos promedio de Aviñón (normales 1981–2010, extremos 1958–presente) | Parámetros climáticos promedio de Aviñón (normales 1981–2010, extremos 1958–presente) | Parámetros climáticos promedio de Aviñón (normales 1981–2010, extremos 1958–presente) | Parámetros climáticos promedio de Aviñón (normales 1981–2010, extremos 1958–presente) | Parámetros climáticos promedio de Aviñón (normales 1981–2010, extremos 1958–presente) | Parámetros climáticos promedio de Aviñón (normales 1981–2010, extremos 1958–presente) | Parámetros climáticos promedio de Aviñón (normales 1981–2010, extremos 1958–presente) | Parámetros climáticos promedio de Aviñón (normales 1981–2010, extremos 1958–presente) |
| Mes                                                                                   | Ene.                                                                                  | Feb.                                                                                  | Mar.                                                                                  | Abr.                                                                                  | May.                                                                                  | Jun.                                                                                  | Jul.                                                                                  | Ago.                                                                                  | Sep.                                                                                  | Oct.                                                                                  | Nov.                                                                                  | Dic.                                                                                  | Anual                                                                                 |
| ------------------------------------------------------------------------------------- | ------------------------------------------------------------------------------------- | ------------------------------------------------------------------------------------- | ------------------------------------------------------------------------------------- | ------------------------------------------------------------------------------------- | ------------------------------------------------------------------------------------- | ------------------------------------------------------------------------------------- | ------------------------------------------------------------------------------------- | ------------------------------------------------------------------------------------- | ------------------------------------------------------------------------------------- | ------------------------------------------------------------------------------------- | ------------------------------------------------------------------------------------- | ------------------------------------------------------------------------------------- | ------------------------------------------------------------------------------------- |
| Temp. máx. abs. (°C)                                                                  | 20.9                                                                                  | 22.3                                                                                  | 26.5                                                                                  | 31.1                                                                                  | 34.1                                                                                  | 42.8                                                                                  | 39.7                                                                                  | 40.5                                                                                  | 35.3                                                                                  | 30.8                                                                                  | 24.3                                                                                  | 21.0                                                                                  | 42.8                                                                                  |
| Temp. máx. media (°C)                                                                 | 10.2                                                                                  | 11.8                                                                                  | 15.6                                                                                  | 18.6                                                                                  | 23.1                                                                                  | 27.3                                                                                  | 30.7                                                                                  | 30.0                                                                                  | 25.3                                                                                  | 20.2                                                                                  | 14.0                                                                                  | 10.5                                                                                  | 19.8                                                                                  |
| Temp. media (°C)                                                                      | 5.9                                                                                   | 7.1                                                                                   | 10.3                                                                                  | 13.1                                                                                  | 17.3                                                                                  | 21.2                                                                                  | 24.2                                                                                  | 23.7                                                                                  | 19.6                                                                                  | 15.4                                                                                  | 9.9                                                                                   | 6.6                                                                                   | 14.6                                                                                  |
| Temp. mín. media (°C)                                                                 | 1.6                                                                                   | 2.3                                                                                   | 5.1                                                                                   | 7.5                                                                                   | 11.4                                                                                  | 15.2                                                                                  | 17.8                                                                                  | 17.3                                                                                  | 14.0                                                                                  | 10.5                                                                                  | 5.8                                                                                   | 2.7                                                                                   | 9.3                                                                                   |
| Temp. mín. abs. (°C)                                                                  | −13.0                                                                                 | −14.0                                                                                 | −9.5                                                                                  | −2.2                                                                                  | 1.3                                                                                   | 4.4                                                                                   | 8.6                                                                                   | 8.0                                                                                   | 3.9                                                                                   | −2.2                                                                                  | −7.4                                                                                  | −14.0                                                                                 | −14.0                                                                                 |
| Precipitación total (mm)                                                              | 48.7                                                                                  | 37.6                                                                                  | 38.6                                                                                  | 66.1                                                                                  | 62.5                                                                                  | 41.0                                                                                  | 26.6                                                                                  | 45.8                                                                                  | 97.6                                                                                  | 91.4                                                                                  | 71.1                                                                                  | 49.0                                                                                  | 676.0                                                                                 |
| Días de precipitaciones (≥ 1.0 mm)                                                    | 5.4                                                                                   | 4.8                                                                                   | 4.4                                                                                   | 7.1                                                                                   | 6.5                                                                                   | 4.3                                                                                   | 2.4                                                                                   | 3.3                                                                                   | 5.3                                                                                   | 7.2                                                                                   | 6.7                                                                                   | 5.6                                                                                   | 62.9                                                                                  |
| Fuente: Météo France                                                                  |                                                                                       |                                                                                       |                                                                                       |                                                                                       |                                                                                       |                                                                                       |                                                                                       |                                                                                       |                                                                                       |                                                                                       |                                                                                       |                                                                                       |                                                                                       |

## Historia
Antes de la llegada de los romanos en el siglo I a. C., fue un puerto celta donde habitaban los Cavares. Los romanos, nombraron a esta ciudad como Avenion (ciudad del río). Aviñón fue residencia de los papas en 1309, cuando la ciudad se encontraba bajo el gobierno de los reyes de Sicilia pertenecientes a la Casa de Anjou. En 1348, el papa Clemente VI compró una residencia a la reina Juana I de Sicilia, permaneciendo Aviñón como propiedad papal hasta 1791 cuando fue incorporada a Francia durante la Revolución francesa.
La lista de los siete papas que residieron aquí desde 1309 hasta 1377 es: Clemente V, Juan XXII, Benedicto XII, Clemente VI, Inocencio VI, Urbano V y Gregorio XI. A este período en que los papas establecieron su residencia en Aviñón se le conoce como Papado de Aviñón. Una vez terminada ésta, comenzó en 1378 el Gran Cisma de Occidente que no se resolvió hasta 1417.

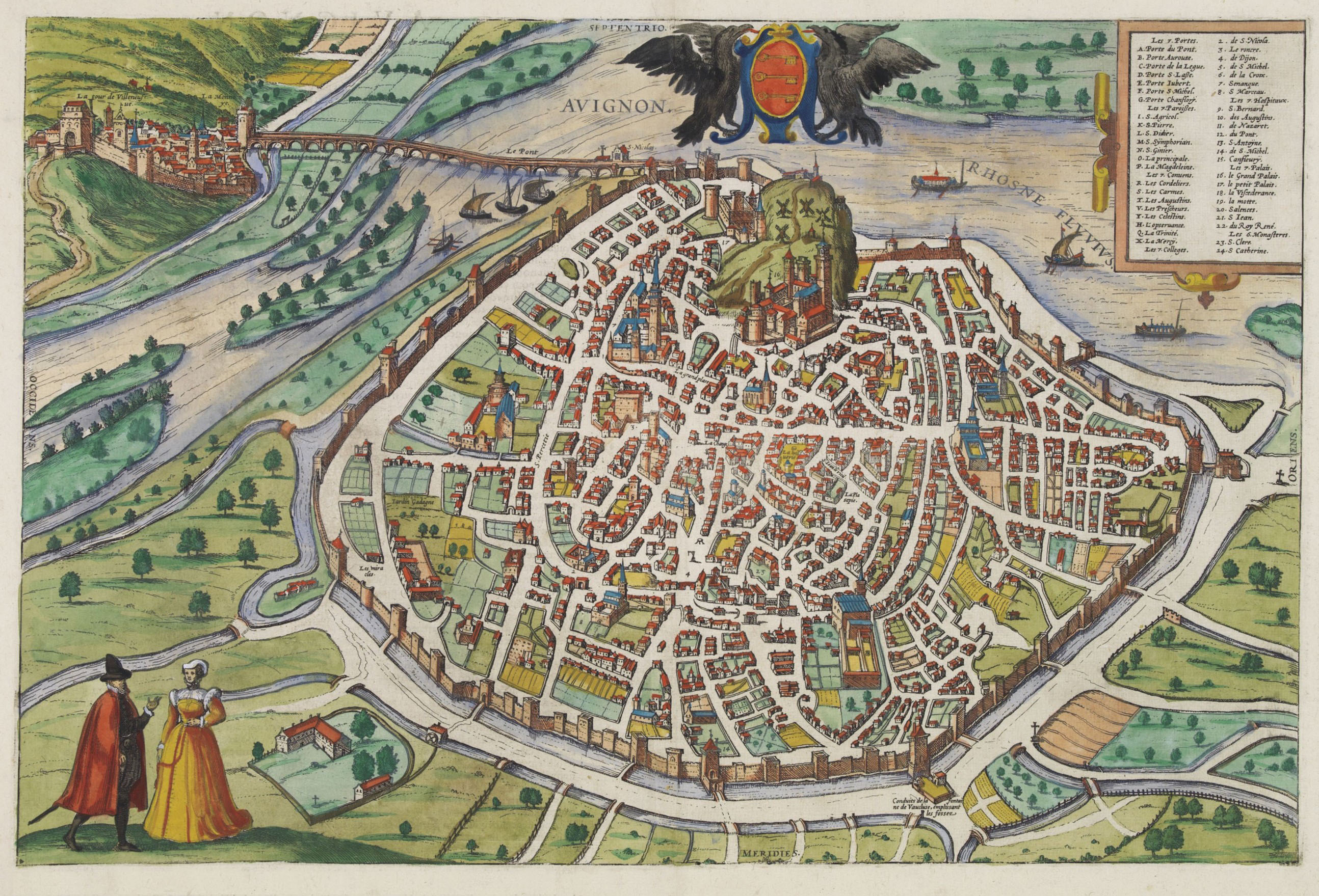
Aviñón en la segunda mitad del (Civitates orbis terrarum)

Los antipapas Clemente VII y Benedicto XIII, continuaron residiendo aquí aún después de que los papas regresaran a Roma en 1377. Clemente VII permaneció en Aviñón durante todo su pontificado 1378-1394 mientras que Benedicto XIII vivió en Aviñón hasta que huyó hacia Aragón, fijando su residencia finalmente en Peñíscola, donde murió a los noventa y seis años de edad en 1423. Aviñón había sido sede episcopal desde el año 70 d. C, y fue convertida en Arzobispado en 1476. Aquí se celebraron varios sínodos de menor importancia. Su universidad fue fundada por el papa Bonifacio VIII en 1303 y, debido a su reputación por sus estudios en leyes, tuvo gran importancia hasta la Revolución francesa.

## Patrimonio
Aviñón no es solo un centro administrativo, sino también un escaparate artístico y cultural de primer orden. Es una villa de rico patrimonio protegido, como lo demuestra la declaración, en 1995, del centro de Aviñón como Patrimonio de la Humanidad por la Unesco.
El palacio de los Papas (Palais des Papes) es la más grande de las construcciones  góticas de la Edad Media, de un tamaño tal que casi hace pequeña a la catedral, calculándose que ocupa, en total, 15 164 m². Sus muros alcanzan más de 5 metros de grosor. Se trata de un monumento impresionante que se asienta en la plaza del mismo nombre, sobre una protuberancia rocosa que había en la parte norte de la ciudad, sobre el Ródano, llamada Rocher des Doms. Comprende dos palacios: el Viejo (Palais Vieux), de Benedicto XII, y el Nuevo (Palais Neuf), de Clemente VI. El palacio se comenzó en 1316 por Juan XXII y continuó por los papas posteriores a lo largo del siglo XIV hasta que se acabó en 1370. Lo decoraron lujosamente artistas de la época como Simone Martini y Matteo Giovanetti. Después de regresar a Roma la corte papal, fue utilizado como barracas y actualmente es un rico y muy visitado museo.
Por debajo de este destacado edificio gótico, quedan el Petit Palais en el lado occidental de la plaza y la catedral de Aviñón (Notre-Dame-des-Doms), románica, al norte del Palacio de los Papas.
Las murallas (Remparts) de la ciudad, en buen estado de conservación, fueron construidas por los papas en el siglo XIV, aún rodean Aviñón y son uno de los mejores ejemplos supervivientes de fortificaciones medievales.

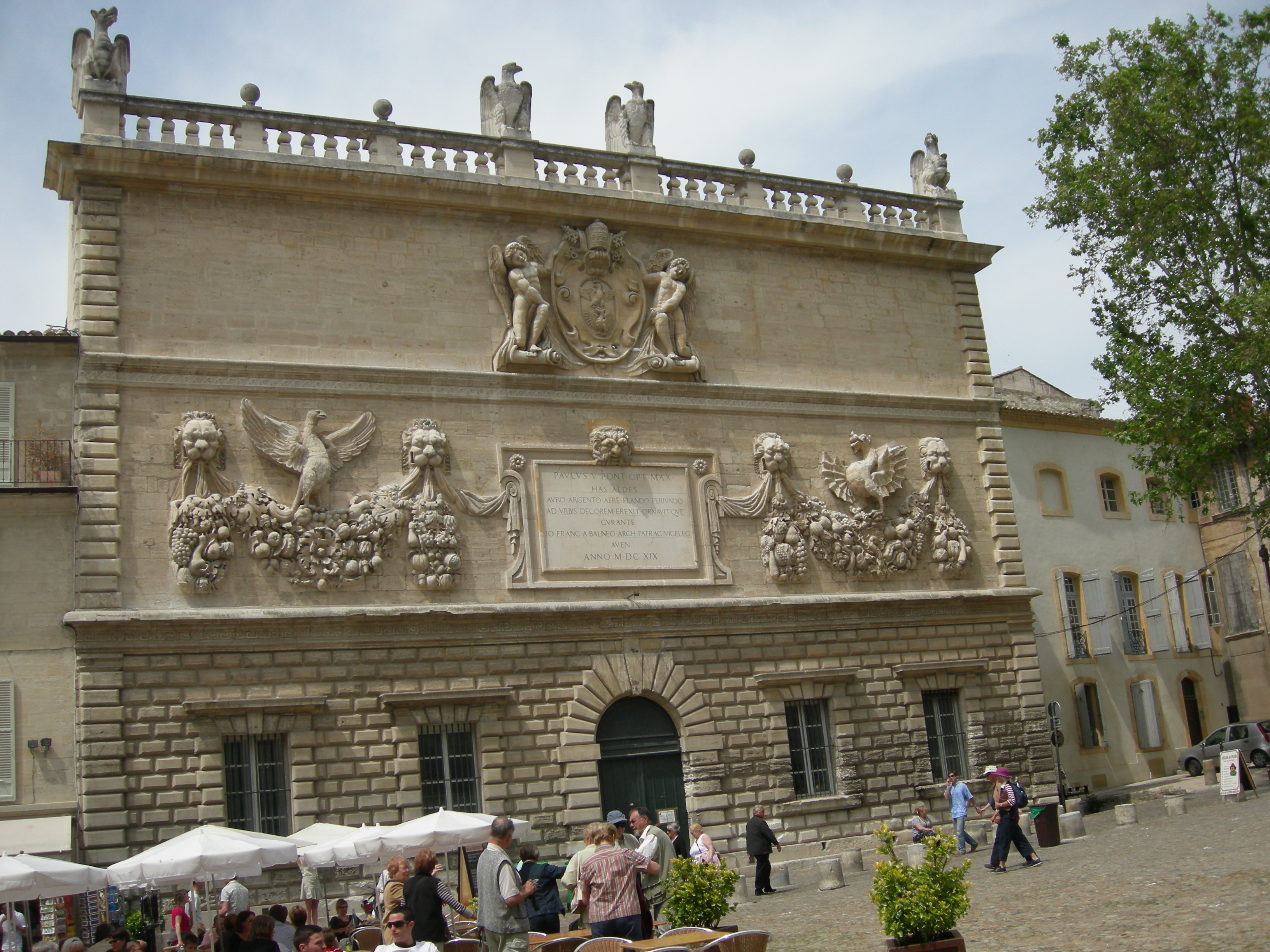
Hôtel des Monnaies

Otro punto de interés en Aviñón es el puente de Aviñón (Pont d'Avignon) o Pont St-Bénézet sobre el río Ródano, del que solo quedan cuatro de los veintidós arcos originales.
Entre las iglesias menores de la ciudad están la basílica de San Pedro de Aviñón, con una graciosa fachada gótica y puertas ricamente talladas, y las iglesias de St Didier y St Agricol, también en estilo gótico.
Dentro de la arquitectura civil destaca el Ayuntamiento (Hôtel de Ville), un edificio moderno con un campanario del siglo XIV, y el antiguo Hôtel des Monnaies, la ceca papal, está situado frente a la entrada principal del palacio de los papas. Fue edificado en 1619 y fue utilizado como conservatorio nacional de música hasta 2007.

## Cultura
En Aviñón se celebra anualmente un reconocido festival de teatro y artes escénicas.

## Educación
En Aviñón se encuentra la Universidad de Aviñón, universidad pública con varias disciplinas, como agrociencias, informática, teatro o historia. La UAPV cuenta con aproximadamente 8000 estudiantes desde licenciatura a doctorado. Posee igualmente varios laboratorios de investigación reconocidos mundialmente.

## Demografía
Aviñón es la ciudad más poblada de Vaucluse.
| 24 000 | 21 412 | 23 789 | 29 407 | 33 844 | 31 786 | 35 169 | 35 890 | 37 077 | 36 081 | 36 427 | 38 196 | 38 008 | 37 657 | 41 007 | 43 453 | 45 107 | 46 896 | 48 312 | 49 304 | 48 177 | 51 685 | 57 228 | 59 472 | 60 053 | 62 768 | 72 717 | 86 096 | 90 786 | 89 132 | 86 939 | 85 935 | 91 283 |
| Para los censos de 1962 a 1999 la población legal corresponde a la población sin duplicidades (Fuente: INSEE [Consultar]) |        |        |        |        |        |        |        |        |        |        |        |        |        |        |        |        |        |        |        |        |        |        |        |        |        |        |        |        |        |        |        |        |